# Sang-froid (film)
Pour les articles homonymes, voir Sang-froid.
Pour plus de détails, voir Fiche technique et Distribution.
Sang-froid (Curdled) est un film américain réalisé par Reb Braddock et produit par Quentin Tarantino, sorti en 1996.

## Synopsis
Gabriella a été fort intéressée, alors qu'elle était petite, par le spectacle d'une défenestration. Depuis, elle éprouve une passion morbide pour les fait divers sanglants, en particulier ceux avec décapitation, se demandant notamment s'il est exact que les têtes de décapités peuvent parler quelques secondes après la mort. Gabriella se fait embaucher dans une petite entreprise spécialisée dans le nettoyage des lieux de crime. L'une de ses premières missions est le nettoyage d'un appartement où a été assassinée Katrina Brandt, l'une des victimes d'un tueur en série qui échappe à la police et que l'on surnomme "le tueur du bottin mondain". Tout en nettoyant, elle découvre une inscription laissée par la victime mais, pressée par sa collègue, elle la camoufle en attendant de pouvoir revenir. Le soir, après être sortie avec son petit ami, Gabriella veut lui faire visiter le lieu du crime ; ils s'y rendent donc, mais le tueur est présent sur place car celui-ci, sachant que sa victime avait inscrit un nom avec son sang, est venu l'effacer. Caché dans la cave, il a toutes les peines du monde à s'en sortir. Le petit ami affolé ayant pris la fuite, Gabriella reste seule et effectue une danse extatique. L’assassin, enfin libéré de sa cachette, se livre à un jeu dangereux avec Gabriella, aussi fascinée par ce personnage qu'elle en a peur. Après avoir mimé ensemble tous les gestes qui ont conduit à l'assassinat, l'assassin cherche à lui porter le coup fatal mais il glisse et s'assomme dans sa chute. Gabriella profite alors de ce qu'il est inanimé pour lui trancher la tête avec un couteau, après avoir branché un magnétophone. Tenant la tête à bout de bras dans ses mains ensanglantées, Gabriella l'entend murmurer : "Ga-bri-el-la". Mais sans doute n'est-ce qu'un début.

## Fiche technique
- Titre original : Curdled
- Réalisation : Reb Braddock
- Scénario : Quentin Tarantino, Reb Braddock et John Maass, d'après leur propre scénario du court métrage de 1991
- Musique : Joseph Julián González
- Directeur de la photographie : Steven Bernstein
- Montage : Mallory Gottlieb
- Producteurs : John Maas et Raul Puig
  - Producteur délégué : Quentin Tarantino
- Sociétés de production : A Band Apart et Tinderbox Films
- Distribution : Rolling Thunder Pictures
- Durée : 89 minutes
- Genre : comédie noire et thriller
- Pays de production :  États-Unis
- Langue originale : anglais
- Dates de sortie[1] :
  - Canada : 6 septembre 1996 (festival international du film de Toronto 1996)
  - États-Unis : 27 septembre 1996
  - France : 16 juillet 1997

## Distribution
- Angela Jones : Gabriela
- William Baldwin (VF : Jean-Philippe Puymartin) : Paul Guell
- Bruce Ramsay : Eduardo
- Lois Chiles : Katrina Brandt
- Barry Corbin (VF : Jacques Dynam) : Lodger
- Mel Gorham : Elena
- Kelly Preston (VF : Emmanuelle Bondeville) : Kelly Hogue
- George Clooney : Seth Gecko (caméo photographique non crédité)
- Quentin Tarantino : Richard Gecko (caméo photographique non crédité)

## Anecdotes
- Sang-froid est le remake d'un court métrage réalisé par Reb Braddock en 1991. Tarantino aurait remarqué l'actrice Angela Jones dans ce court métrage avant de lui donner un petit rôle (Esmeralda Villalobos, la conductrice du taxi) dans Pulp Fiction.
- Les personnages de Seth Gecko (George Clooney) et de Richard Gecko (Quentin Tarantino) apparaissent en photographie. Ils sont à l'origine présents dans Une nuit en enfer réalisé par Robert Rodriguez et écrit par Quentin Tarantino.